# Grażyna Leśniak-Dangel
Grażyna Leśniak-Dangel (ur. 1951) – polska aktorka filmowa i teatralna.

## Życiorys
W 1974 ukończyła studia w Państwowej Wyższej Szkole Teatralnej im. Aleksandra Zelwerowicza w Warszawie.
Występowała w Teatrze im. Kruczkowskiego w Zielonej Górze (1974-1976), Teatrze im. Wilama Horzycy w Toruniu (1976-1978), Teatrze Ochoty w Warszawie (1979), Teatrze Rozmaitości w Warszawie (1979-1982), Teatrze Nowym w Warszawie (1982-1983), Teatrze Kamienica i Teatrze Polskim ZASP w Londynie.

## Filmografia
- 1982: Życie Kamila Kuranta - obsada aktorka (Lucia Bove).
- 1997: Zaklęta - obsada aktorska (Bożena).
- 2006-2009: M jak miłość - obsada aktorska (Honorata Porębska).